# SAKO (manufacture d'arme)
Pour les articles homonymes, voir Sako.
SAKO, Limited (Suojeluskuntain Ase- ja Konepaja Oy) est une manufacture d'armes finlandaise localisée à Riihimäki, désormais propriété de la société faîtière Beretta Holding. Les fusils de la société sont connus pour leur précision et la qualité de leur fabrication. 

## Origine
En 1919, un an après la déclaration d'indépendance de la Finlande de l'empire russe, la Suojeluskuntain Yliesikunnan Asepaja est ouverte dans une ancienne brasserie d'Helsinki pour réparer les armes privées et reconditionner les fusils militaires russes pour le service finlandais. L'armurier devient indépendant financièrement de la garde civile en 1921. La Suojeluskuntain Yliesikunnan Asepaja est transférée d'Helsinki vers une manufacture de munition à Riihimäki le 1er juin 1927 et prend le nom de SAKO dans les années 1930. La SAKO commence alors à exporter des cartouches de pistolet vers la Suède et repris la fabrication de cartouches de mitrailleuses pour la Seconde Guerre mondiale. Le fabricant d'armes Tikkakoski, qui était propriétaire de  la marque Tikka, fut absorbé par la SAKO en 1983. 
En 1925, dans le quartier de Tourula à Jyväskylä, la Valtion Kivääritehdas (VKT) fut ouverte avant de devenir une branche de la compagnie d’État Valmet dans les années 1950. 
En 1987, la Valmet et la SAKO fusionnèrent dans la SAKO-VALMET, propriété à parts égales de Nokia et Valmet. Après plusieurs restructurations de la participation de l’État, le nom SAKO resta pour la seule firme privée de fabrications d'armes et de munitions dont les activités étaient réparties entre Riihimäki et Jyväskylä (l'ancienne manufacture Valmet qui fut ensuite fermée). La compagnie est désormais un partenaire stratégique de Beretta.

## Production post Seconde Guerre mondiale
Le premier fusil civil produit par la SAKO fut le L42 (Luodikko modèle 1942), chambré pour la cartouche de 7x33mm Sako, mis au point en 1942 mais dont la production commerciale ne commença qu'après la guerre. SAKO développa une munition de 7x33 basée sur une munition de pistolet en 9x19 en développant un long étui et en le réduisant à 7 mm. cette munition a été développée pour être adaptée à la chasse au Grand Tétras et Tétras lyre qui est populaire en Finlande, Norvège et Suède.
Le L46 fut renommé L461 « Vixen ». Le L461, spécialement chambré pour du .222 Remington, fut très populaire en Finlande et en Suède.

## Production
- Sako TRG
- Tikka T3
- Valmet/Sako Rk.60 [1]
- Sako S20, carabine à répétition manuelle de calibre 6,5 Creedmoor (en)[2]